# Alliance gay-hétéro
 (mai 2014).
Pour les articles homonymes, voir AGH et GSA.

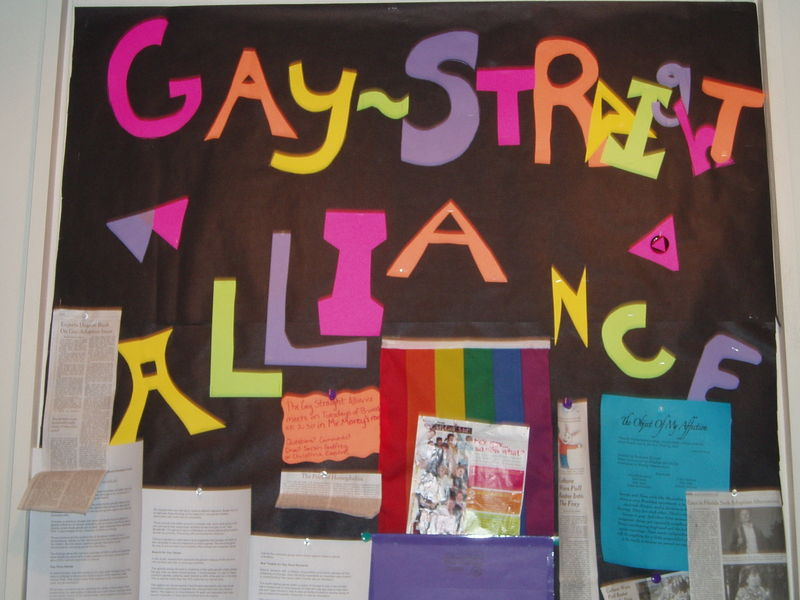
Image créée en février 2005 pour le Bureau de l'Alliance gay-hétéro de la Kent Place School.

Une alliance gay-hétéro ou AGH (en anglais, gay-straight alliance ou GSA) est un type d'organisation dirigée par des élèves, que l'on rencontre principalement dans les lycées et universités d'Amérique du Nord, et dont le but est de procurer un environnement sûr et un soutien pour les jeunes lesbiennes, gays, bisexuels, ou transgenres, ainsi que pour leurs alliés hétéros.

## Objectif
Le but de la plupart des AGH est de rendre la communauté éducative plus sûre, de faciliter l'activisme sur le campus, et de créer un environnement accueillant pour tous les étudiants, quelle que soit leur orientation ou leur identité sexuelles. Ces alliances participent à des campagnes au niveau national visant à accroître la sensibilisation à ces questions, telles que le « Jour du silence » (« Day of Silence »), le « Jour du coming-out national » (« National Coming Out Day »), la « Semaine sans injures » (« No Name Calling Week »), le « Jour du souvenir transgenre » (« Transgender Day of Remembrance »), le « Jour Harvey Milk » (« Harvey Milk Day »), ou des journées organisées localement[réf. nécessaire]. 
De nombreuses AGH travaillent en relation avec les chapitres locaux du Gay, Lesbian and Straight Education Network (GLSEN), ou encore du Gay-Straight Alliance Network[réf. nécessaire].

## Histoire des AGH

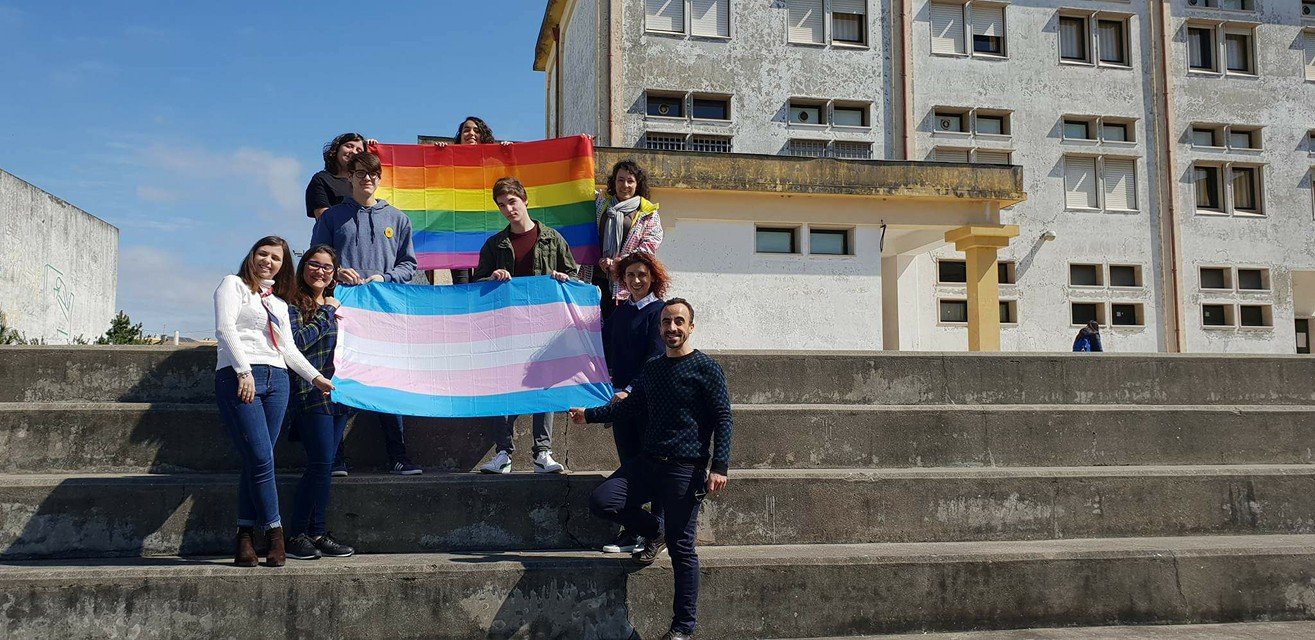
Groupe d'étudiants avec le drapeau arc-en-ciel et le drapeau trans à l'Escola Secundária Júlio Dinis, Ovar.

### Aux États-Unis
L'une des toutes premières alliances gay-hétéros a été fondée en 1988, à la Concord Academy située à Concord dans le Massachusetts, par Kevin Jennings, également à la tête du Gay Lesbian Straight Education Network, ou GLSEN (« réseau éducatif des gays, lesbiennes et hétéros »). La première AGH créée dans une école publique a été lancée à la Newton South High School, à Newton Centre, Massachusetts, par l'enseignant Robert Parlin. 
Les alliances gay-hétéros ont fait les gros titres de l'actualité en 1999, avec le jugement rendu par la Cour fédérale dans l'affaire Utah–East High Gay/Straight Alliance v. Board of Education of Salt Lake City School District (81 F. Supp.2d 1166, 1197 (D. Utah 1999)). Ce jugement a conclu que refuser l'accès à une AGH basée dans un établissement d'enseignement était une violation de la loi fédérale (Federal Equal Access Act) garantissant aux étudiants le droit d'utiliser les locaux de tout établissement d'enseignement recevant des fonds publics pour y mener des activités extra-curriculaires, et ceci quel que soit le statut de l'établissement (public ou privé), et quelle que soit son affiliation religieuse.

### Dans d'autres pays

#### Aux Pays-Bas
Les premières AGH aux Pays-Bas sont apparues en 2009. Au début de 2011, une campagne nationale a été lancée à la télévision pour promouvoir les AGH dans les écoles néerlandaises, campagne où de jeunes acteurs et chanteurs connus sont apparus. Un certain nombre d'AGH existent aujourd'hui à travers tout le pays, dans des types d'établissements très divers dont la plupart sont des universités[réf. nécessaire].